# Битва при Какабелосе
Битва при Какабелосе была незначительным сражением Пиренейской войны, которое состоялось 3 января 1809 года на мосту недалеко от деревни Какабелов в провинции Леон, Испания, во время отступления английских войск под командованием сэра Джона Мура в Ла-Корунью. В сражении с авангардом французского маршала Никола Сульта британские части были разбиты и вынуждены были поспешно отступить через мост. В конечном счете, однако, французские войска не смогли продолжить наступление из-за больших потерь, включая смерть французского бригадного генерала Огюста Франсуа-Мари де Кольбер-Шабане. В результате эта задержка позволила силам Мура продолжить отступление.

## Расположение
Деревня находится на равнине в горном районе в 15 км от Понферрады по дороге из Асторги в Ла-Корунью, по которой армия Мура отступала к Ла-Корунье; двойной арочный каменный мост пересекает реку Куа, приток Силь.

## Битва
Мур, лагерь которого находился в Вильяфранке, примерно в половине дня пути до Ла-Коруньи, отправился назад, чтобы встретиться с Эдвардом Пэджетом, чей старший брат Генри, лорд Пэджет, возглавлял успешное кавалерийское столкновение в Бенавенте всего несколько дней назад. Арьергард войск Мура, прибывший в Какабелос накануне и задержавшийся из-за беспорядков и сильного холода, готовился к переходу через мост, когда офицеры 15-го гусарского полка сообщили Пэджету, что французские кавалерийские части быстро приближаются из Понферрады. Вскоре британцев догнали 450—500 солдат 15-го шассёрского и 3-го гусарского полков из авангарда Сульта во главе с бригадным генералом Огюстом Франсуа-Мари де Кольбер-Шабане, которые захватили в плен около 50 британских солдат, застигнутых врасплох.
Решив использовать свое преимущество и не дожидаясь подхода пехоты или артиллерии, Кольбер приготовился атаковать мост. Однако, увидев на другой стороне моста 95-й стрелковый и 28-й пехотный полки, а также шесть орудий Королевской конной артиллерии, Кольбер отвёл своих солдат, чтобы перестроить их в колонну по четверо, прежде чем атаковать мост.
Тем временем Мур, который сам чуть было не попал в плен к французам, вместе с Пэджетом наблюдал с западного холма у дороги.
Когда прибыли кавалерия и пехота Ля Уссе, они попытались пересечь реку вброд чуть ниже по течению реки, а пехотная дивизия Мерля безуспешно попыталась взять мост в штыковой атаке. К четырём часам вечера было уже слишком темно, чтобы продолжать атаку. Французские войска, посчитав оборону британцев слишком крепкой, и подавленные смертью Кольбера (см. ниже), отступили. Около десяти часов вечера Пэджет отправился в Вильяфранку, никем не преследуемый.

## Выстрел Планкета
Кольбер-Шабане был убит одним дальним выстрелом из штуцера Бейкера, сделанного известным стрелком 95-го стрелкового полка Томасом Планкетом, который вторым выстрелом убил офицера, бросившегося на помощь Кольберу. Несмотря на большие расхождения сведений относительно расстояния, было заявлено, что выстрел сделан с 600 метров. Судя по всему, Кольбер считал себя в безопасности, находясь далеко за пределами прицельной дальности мушкета (80 метров). Сам Бейкер гарантировал точность на расстоянии в 200 метров.

## Итог
Хотя британские войска выиграли время для своего отступления к Ла-Корунье, Мур с тех пор подвергался критике за поспешное отступление и за то, что не использовал наличие сильных оборонительных позиций, таких, как в Какабелосе.